# Ordo naturalis
En botanique, l'expression ordo naturalis, « ordre naturel », était autrefois employée pour désigner la famille. On doit son premier emploi à Carl Von Linné qui employait le mot en référence aux organismes végétaux dans ses recherches les moins connues aujourd'hui, notamment sa Philosophie Botanique. Dans son œuvre majeure Systema Naturae et la Species Plantarum, les végétaux étaient classés selon leur système de reproduction, et Von Linné les classait sous le nom de ordo. Dans ces travaux, seuls leurs genres et leurs espèces (parfois leur variété) étaient considérés comme véritables taxons. 
Au XIXe siècle, des travaux tels que la Classification de Candolle et la Classification de Bentham et Hooker, le mot ordo indiquait déjà les taxons qui sont désormais connu sous le nom de famille. À l'époque, au contraire de ce qui se faisait en Europe, les biologistes français utilisaient d'ailleurs déjà le mot famille à la place de taxon. Dans le premier règlement de nomenclature botanique  en 1906, le mot famille (familia) était utilisé à ce titre, alors que le terme ordre (ordo) était réservé à ce qu'on nomme souvent, au XIXe siècle cohors (cohortes au pluriel).
Le Code international de nomenclature pour les algues, les champignons et les plantes (CIN) fournit des noms pour les espèces de l'ordre naturel dans l'Art 18.2 : on doit s'y référer par leurs noms de famille.
Certains noms de plantes gardent le nom qui leur était donné par les pré-Linéens, reconnus par Linné comme relevant de l'ordre naturel (par ex. Arecaceae ou Lamiaceae). Ces noms sont considérés comme relevant de la Nomenclature botanique.